# メタラベンゼン

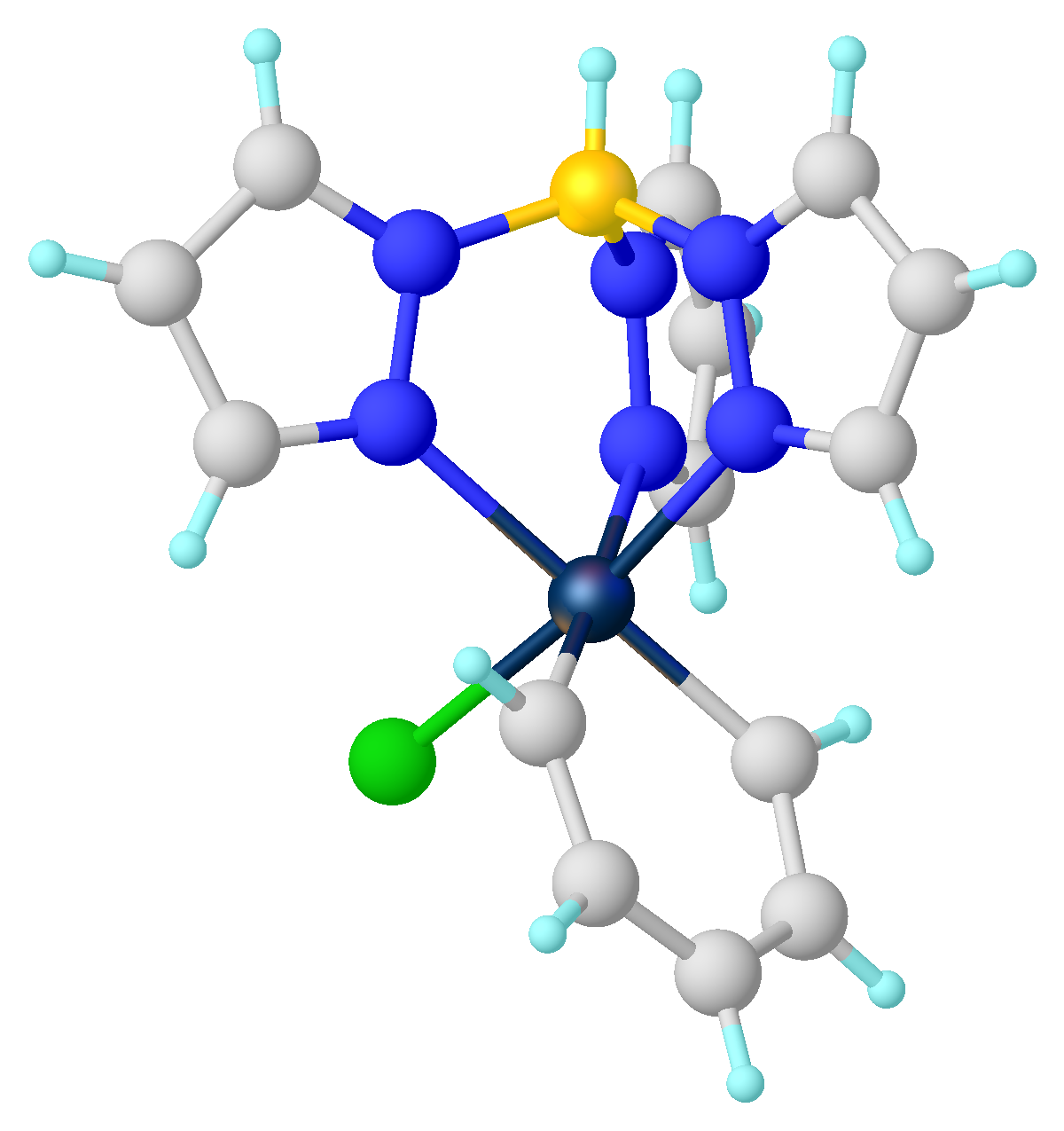
メタラベンゼンTpIrC_{5}H_{5}(Cl)の構造

メタラベンゼン(Metallacyclobenzene)は、化学式LnM(CH)5の化合物である。CH中心が遷移金属錯体に置換したベンゼンとみることもできる。大部分のメタラベンゼンはM(CH)5環を持たず、代わりに水素原子が他の様々な置換基と置き換わった環を持つ。

## 分類
メタラベンゼン錯体は、3つの種類に分類される。これらの化合物では、非環状の炭化水素リガンドは、C5H5-アニオンとみなされ、メタラサイクル中の6π電子はヒュッケル則に従う。

## 合成と構造
最初に報告された安定なメタラベンゼンは、オスマベンゼンOs(C5H4S)CO(PPh3)2である。Os-C結合はC-C結合（ベンゼンでは1.39 A）よりも約0.6 A長く、そのため六員環は歪んでいる。環のプロトンのプロトン核磁気共鳴シグナルは低磁場であり、芳香族の環電流と一致する。オスマベンゼンとその誘導体は、Os(II), d6八面体錯体とみなせる。

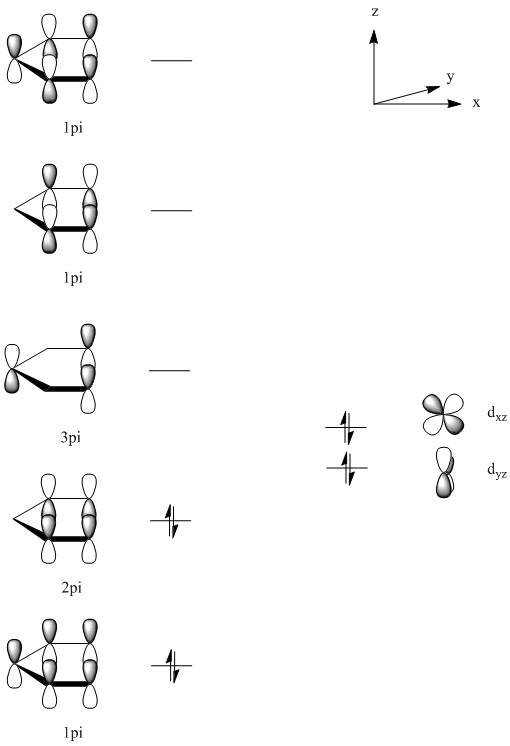
これらの軌道間の相互作用は、環状に非局在化されたパイ電子の構造を形成する。

ルテニウム、イリジウム、白金、レニウムのメタラベンゼンでも性質が測定されている。